# Donnezac
Donnezac is een gemeente in het Franse departement Gironde (regio Nouvelle-Aquitaine). De plaats maakt deel uit van het arrondissement Blaye. Donnezac telde op 1 januari 2022 929 inwoners.

## Geografie
De oppervlakte van Donnezac bedroeg op 1 januari 2022 35,75 vierkante kilometer; de bevolkingsdichtheid was toen 26 inwoners per km².

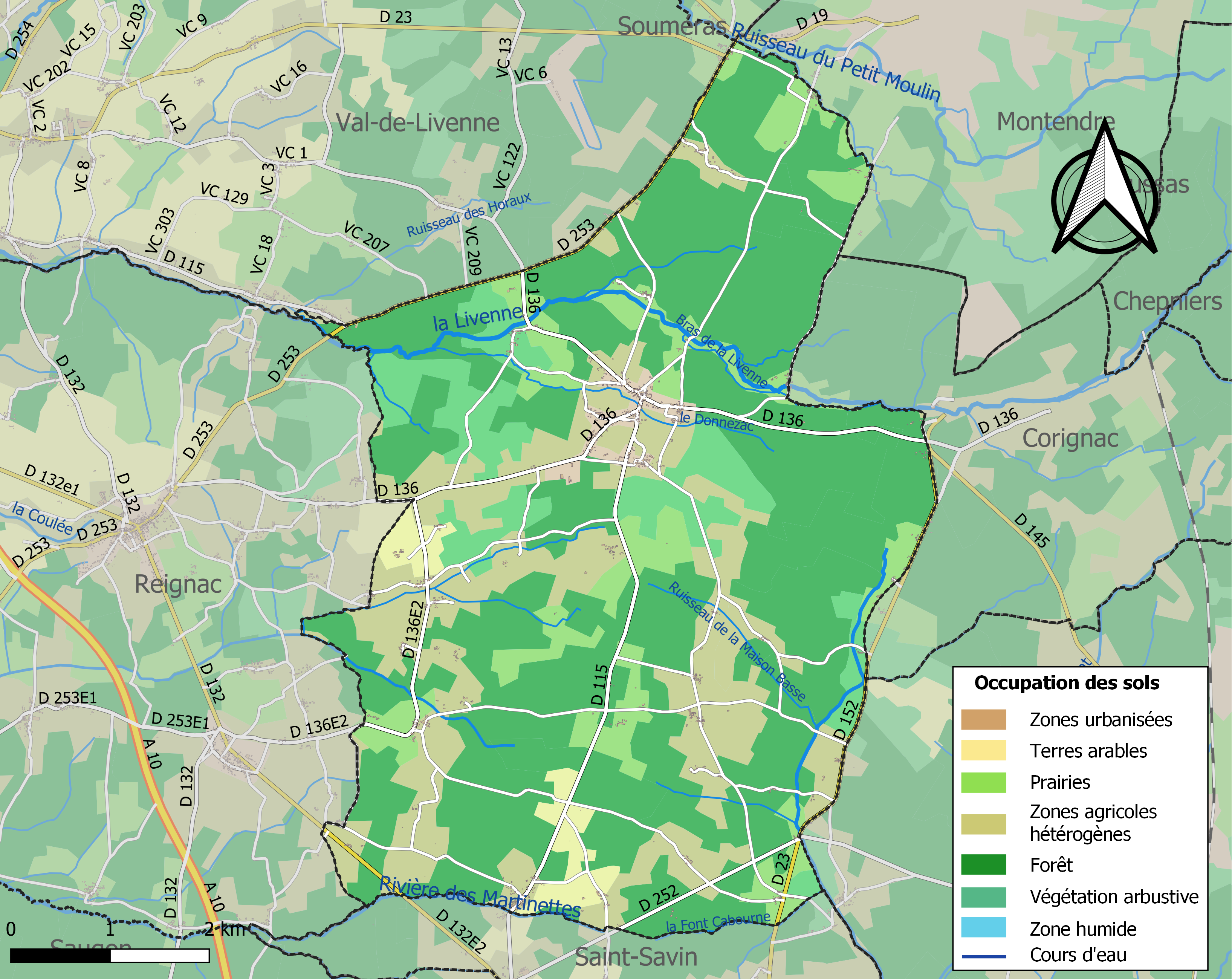
Kaart van de gemeente met belangrijkste infrastructuur, bodemgebruik en omliggende gemeenten

## Demografie
Onderstaande figuur toont het verloop van het inwonertal (bron: INSEE-tellingen).